# Aubertus van Kamerijk

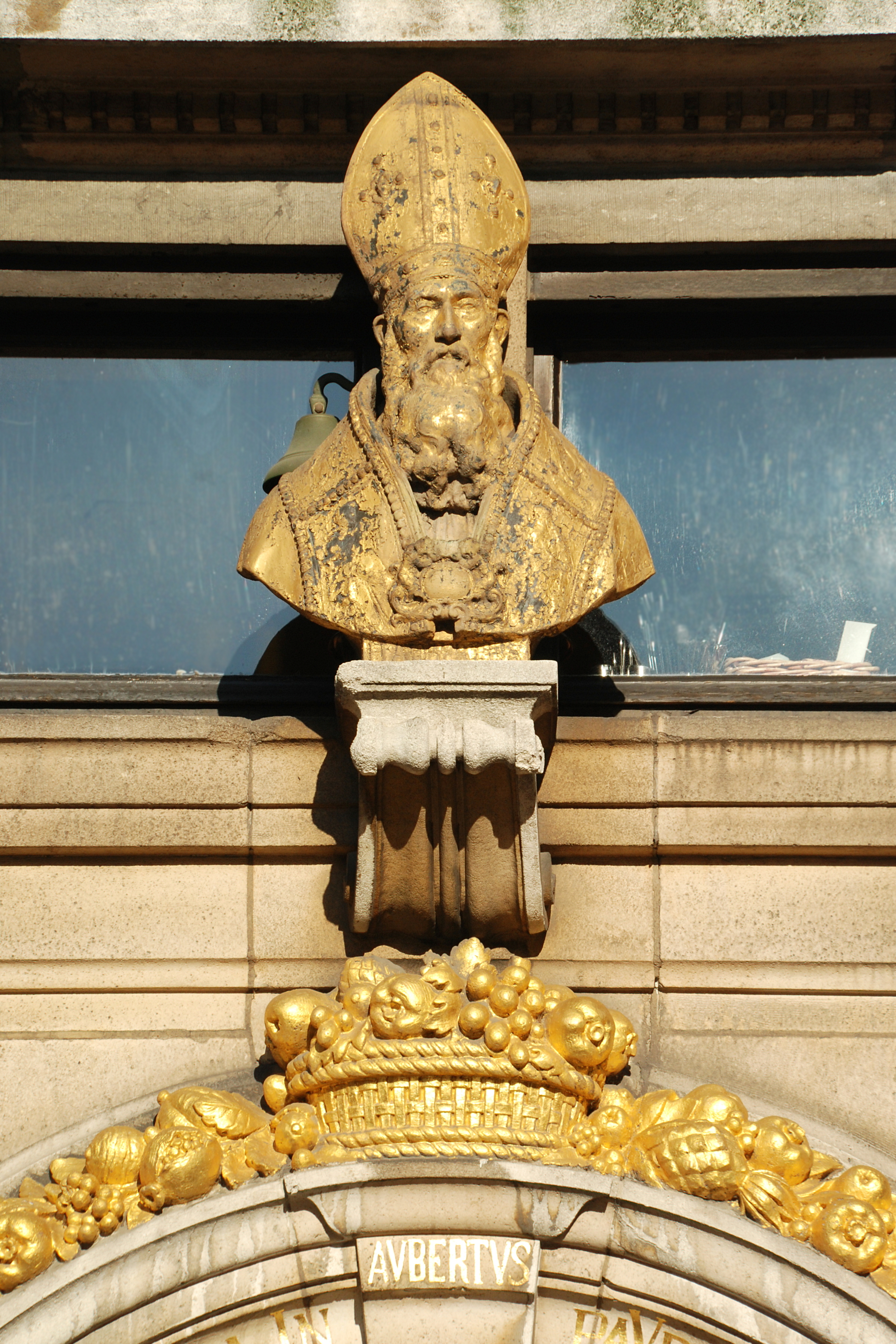
Buste van Aubertus boven de ingang van het gildehuis Den Coninck van Spaignien in Brussel.

Aubertus (Autbertus) van Kamerijk (ca. 600 - Kamerijk, 13 december 669 (?)) is een heilige in de Rooms-Katholieke Kerk. Hij was bisschop van Atrecht en Kamerijk. Hij wordt herdacht op 13 december (in bisdom Gent op 15 december).

## Leven
Aubertus was met koning Dagobert I (608 – 639) verwant. Tijdens zijn verblijf aan het hof wijdde hij zich aan zendingswerk en zette hij zich in voor de kloosters in Vlaanderen. Volgens sommige bronnen werd Aubertus vervolgens monnik in de Keltisch-christelijke Abdij van Luxeuil. In 633 werd hij tot bisschop van Atrecht en Kamerijk benoemd en zou op 13 december 669 in Kamerijk overlijden. Hij speelde een belangrijke rol in de kloosterstichtingen in Atrecht (abdij van Sint-Vaast), Lobbes, Wallers en Crespin. Voordat hij op 24 januari 1015 zijn laatste rustplaats in de Sint-Gorik-en-Aubertus-kerk in Kamerijk vond, werden rond 950 enkele relikwieën, met een daaropvolgende relikwieënstrijd tot gevolg, naar Maagdenburg overgebracht.

## Verering
De heilige Aubertus heeft als attributen een mijter, bisschopsstaf, boek en broden. De eerste twee verwijzen naar zijn kerkelijke functie van bisschop, de broden verwijzen naar zijn legende, volgens welke hij tijdens een hongersnood eigenhandig in het klooster brood zou hebben gebakken. Dit laadde hij op een ezel, die hij dan alleen naar de stad zou hebben gebracht. Deze legende vormt ook de basis voor zijn rol als patroonheilige van de bakkers. Zijn beroemdste leerling was de heilige Landelinus van Crespin. Ongeveer 13 km ten oosten van Kamerijk, ligt het naar hem vernoemde kleine dorp Saint-Aubert.